# 붉은 전사
《붉은 전사》(Men Of War)는 미국에서 제작된 페리 랑 감독의 1994년 드라마, 액션 영화이다. 돌프 룬드그렌 등이 주연으로 출연하였고 아서 골드브랫 등이 제작에 참여하였다.

## 출연

### 주연
- 돌프 룬드그렌

### 조연
- 샤롯 루이스
- B.D. 웡

## 기타
- 라인프로듀서: 제이슨 클락
- 협력프로듀서: 데이빗 앤더슨
- 미술: 제임스 윌리엄 뉴포트
- 미술: 스티브 스펜스
- 의상: 아이린 멜처
- 배역: 리자 브라몬 가르시아
- 배역: 빌리 홉킨스
- 배역: 에이샤 콜리
- 배역: 마리 베뉴